# Флаг Ржавок
Флаг муниципального образования городское поселение Ржа́вки Солнечногорского муниципального района Московской области Российской Федерации — опознавательно-правовой знак, служащий официальным символом муниципального образования.
Флаг утверждён 16 февраля 2011 года и внесён в Государственный геральдический регистр Российской Федерации с присвоением регистрационного номера 6736.

## Описание
«Флаг городского поселения Ржавки Солнечногорского района Московской области представляет собой прямоугольное полотнище с отношением ширины к длине 2:3, состоящее из четырёх горизонтальных полос — голубой, зелёной, жёлтой и зелёной (в соотношении 7:1:1:1) и воспроизводящее на верхней лазурной и зелёной полосе вплотную к жёлтой изображение жёлтого дуба с зелёными листьями и жёлтыми желудями».

## Символика
Флаг языком символов и аллегорий отражает исторические, экономические и культурные особенности городского поселения Ржавки.
Дуб на флаге поселения символически отражает: расположение поселения в Солнечногорском районе (на флаге Солнечногорского района изображены три дерева); стойкость защитников Москвы в годы Великой Отечественной войны (на территории поселения шли ожесточённые бои, память о которых увековечена мемориальным комплексом и братской могилой советских воинов, погибших в битве за Москву в 1941 году); красоту и уникальность здешней природы (посёлок расположен среди огромного участка леса, на территории посёлка большое внимание уделяется благоустройству и зелёным насаждениям).
Символика дуба многозначна: символ стойкости, крепости, выносливости; символ долголетия, бессмертия; символ силы, мощи красоты; золотые жёлуди — аллегория «золотых» рук научных и практических кадров многочисленных институтов и фирм, расположенных в посёлке (институт ВНИИПП, предприятие ФГУП «Племптица», проектный институт «Мосмясомолпромпроект» и др.).
Жёлтая полоса — аллегория трассы Москва—Санкт-Петербург, вдоль которой расположен посёлок Ржавки (бывшая деревня Ржавки расположена по другую сторону трассы).
Голубой цвет (лазурь) — символ возвышенных устремлений, искренности, преданности, возрождения.
Жёлтый цвет (золото) — символ высшей ценности, великодушия, богатства, урожая.
Зелёный цвет символизирует весну, здоровье, природу, надежду.